# Contre-maniera

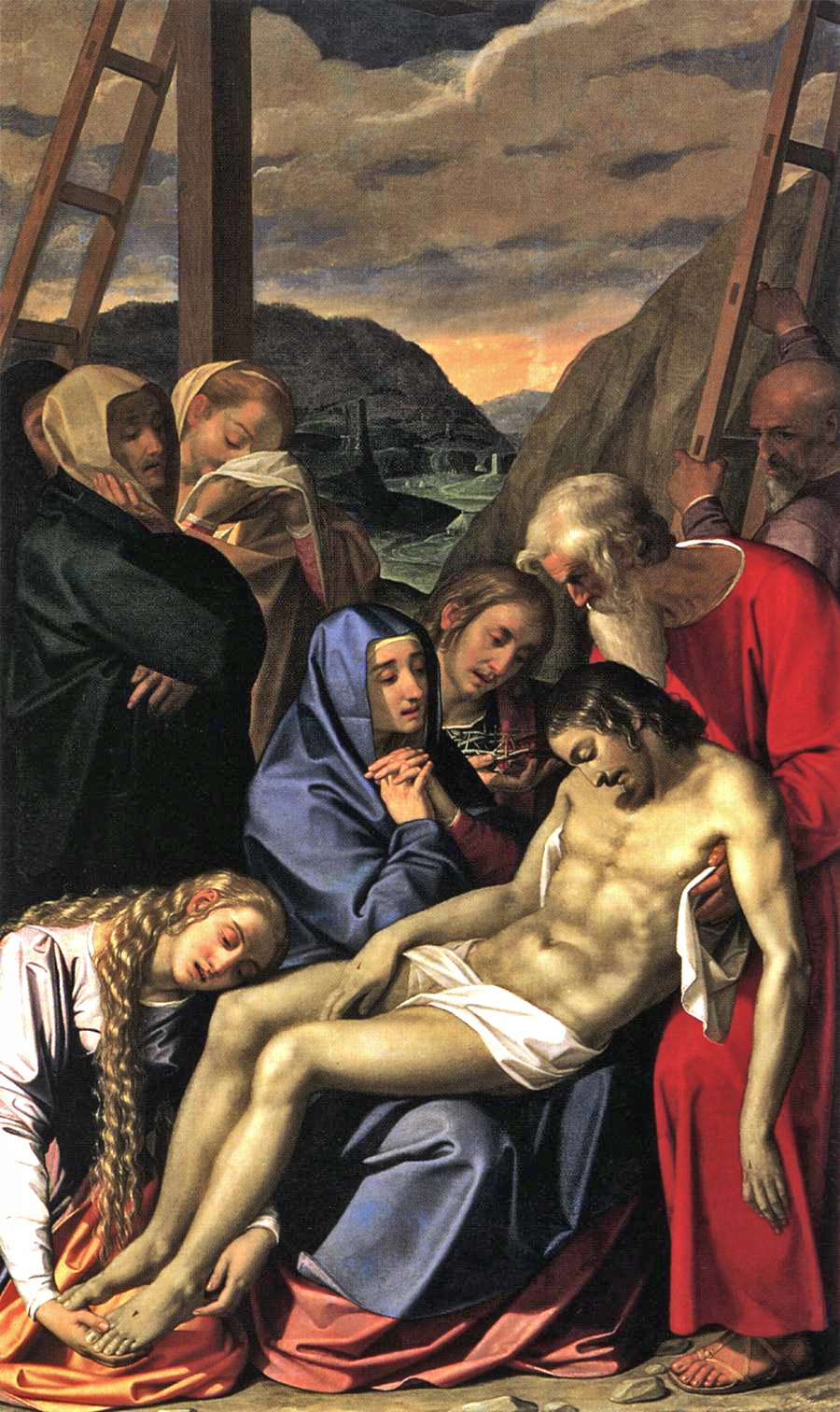
Scipione Pulzone, Lamentation du Christ (1593, Metropolitan Museum of Art, New York). Ce tableau, commandé pour l'église du Gesù en 1593, est une œuvre de contre-maniera qui démontre clairement ce que le Concile de Trente recherchait dans le nouveau style d'art religieux. Le tableau, dont le centre d'intérêt est la crucifixion du Christ, est conforme au contenu religieux du concile et montre l'histoire de la passion tout en maintenant le Christ dans l'image de l'homme idéal.

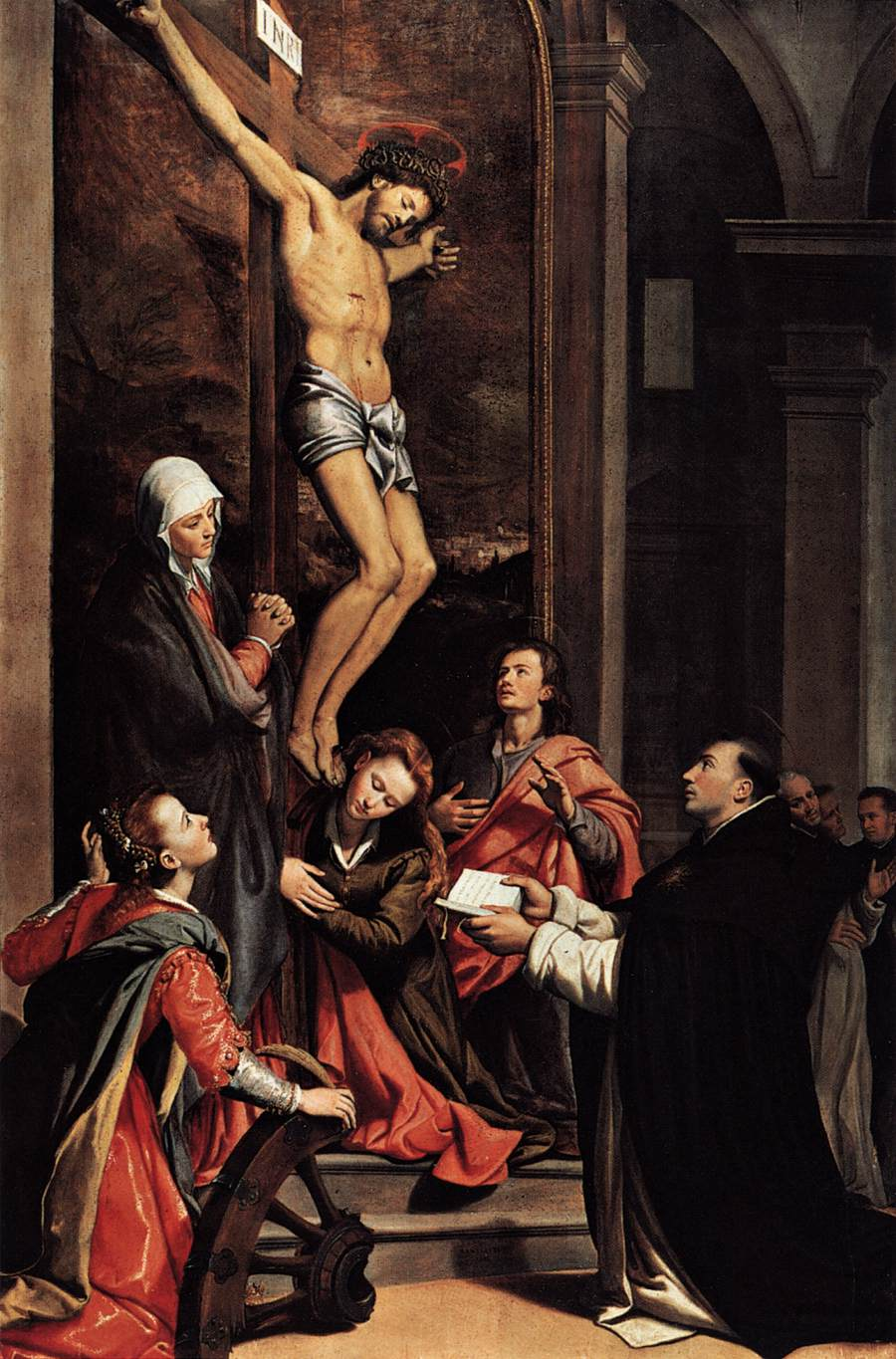
Santi di Tito, Vision de saint Thomas d'Aquin (1593, basilique San Marco de Florence).

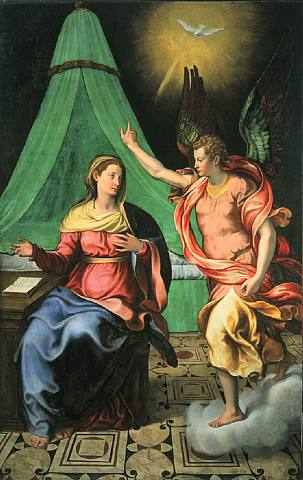
Girolamo Siciolante da Sermoneta, Annunciazione (n. d., coll. priv.).

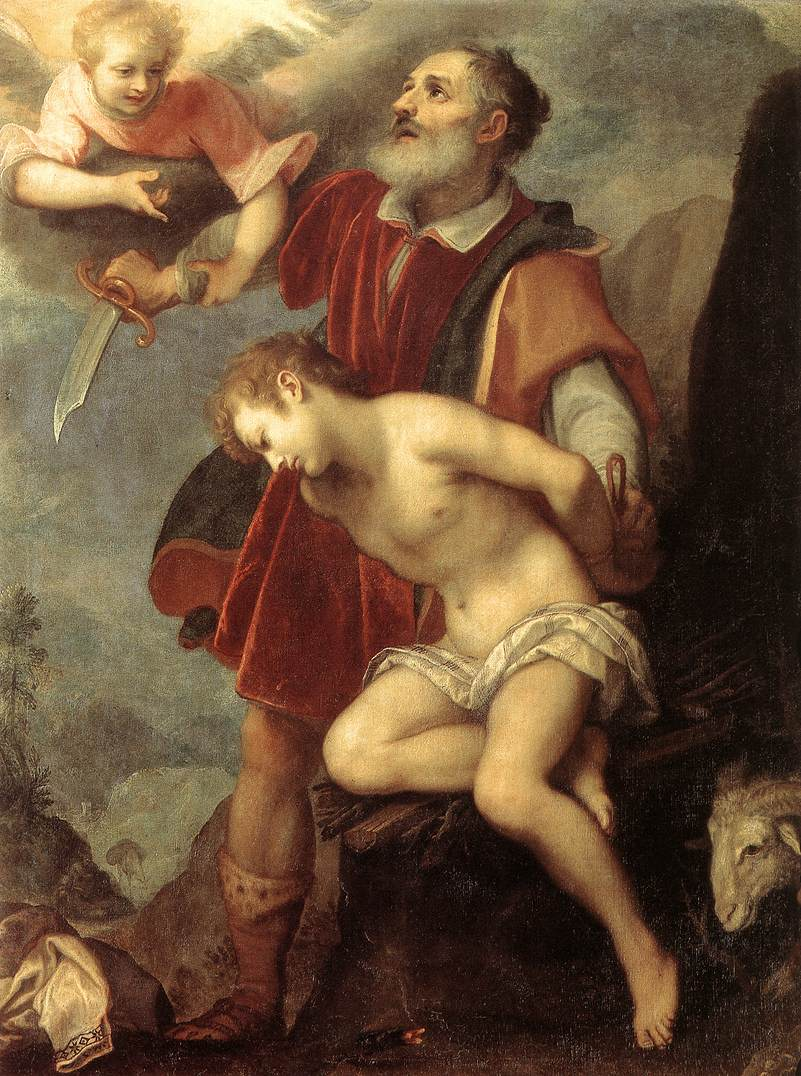
Lodovico Cigoli, Le Sacrifice d'Isaac (vers 1607, palais Pitti, Florence).

La contre-maniera ou le contre-maniérisme est un terme utilisé en histoire de l'art pour désigner une tendance identifiée par certains historiens de l'art dans la peinture italienne du XVIe siècle, qui constitue une sous-catégorie ou une phase du maniérisme, le mouvement dominant de l'art italien entre 1530 et 1590 environ. Ce mouvement apparaît en réaction à l'artificialité de la deuxième génération de peintres maniéristes de la seconde moitié du XVIe siècle, à l'initiative d'artistes désireux de suivre les vagues prescriptions de clarté et de simplicité dans l'art émises par le Concile de Trente lors de sa session finale en 1563, et représentait un rejet des distorsions et de l'artificialité du style haut maniériste, ainsi qu'un retour partiel au classicisme et à l'équilibre de l'art de la Haute Renaissance, avec « clarté dans l'ordre formel et lisibilité dans le contenu ».
Ce terme a été inventé par l'historien de l'art Sydney Joseph Freedberg (1914-1997) et a été largement accepté, bien qu'il ne soit pas universellement adopté par les autres historiens de l'art. La contre-maniera est l'une des quatre phases de la peinture italienne du XVIe siècle définies par Freedberg dans son ouvrage Painting in Italy, 1500-1600, publié pour la première fois en 1971 et devenu l'ouvrage de référence sur la période, qui sont : Première maniera, Haute maniera, Contre-maniera et maniera tardive". Les styles ne se sont pas succédé sans heurts, mais ont coexisté pendant une grande partie de l'époque, la haute maniera restant le style dominant pendant la période principale de la contre-maniera, dans le troisième quart du XVIe siècle. Dans de nombreux cas, le contre-maniérisme était une évolution du style d'un artiste au milieu ou à la fin de sa carrière, ou un style utilisé pour certaines œuvres, notamment les commandes religieuses, tandis que d'autres œuvres du même artiste continuaient à utiliser un style de haute maniera.
Federico Zeri, contemporain de Freedberg, avait introduit ou relancé en 1957 son propre terme arte sacra (« art sacré ») pour désigner le style pré-baroque de la Contre-Réforme dans la peinture romaine, qui recoupe dans une large mesure la contre-maniera de Freedberg, bien qu'il soit plus large en termes de dates et de styles inclus. L'utilisation du terme contre-maniera est peut-être en déclin, car les historiens de l'art sont de plus en plus impatients face à ces « étiquettes de style ». En 2000, Marcia Hall (en), éminente historienne de l'art de la période et élève de Freedberg, a été critiquée par un critique de son ouvrage After Raphael : Painting in Central Italy in the Sixteenth Century pour son « défaut fondamental » consistant à continuer à utiliser ce terme et d'autres, malgré une « Note sur les étiquettes de style » apologétique au début du livre et une promesse de limiter leur utilisation au minimum.

## Périmètre et caractéristiques
La définition du maniérisme lui-même est notoirement complexe, et celle du contre-maniérisme, qui dans une large mesure est défini de manière négative ou réductrice par rapport à lui, ne l'est pas moins. De nombreuses régions d'Italie, au premier rang desquelles Venise et d'autres centres septentrionaux, se trouvaient à la périphérie de la Haute Renaissance et de la réaction maniériste, et ont atteint ce que l'on pourrait appeler un style contre-maniériste simplement en continuant à développer les styles régionaux de la Renaissance, et en acceptant des doses modérées d'influence maniériste. Le terme est le plus souvent appliqué aux peintres de Florence et de Rome qui ont réagi contre le style dominant dans ces centres de la maniera de plein fouet, sans rejet fondamental de ses principes sous-jacents. En proposant ce terme, Freedberg le compare à des termes tels que « contrepoint », expliquant qu'il entend « impliquer le parallélisme et la relation entre deux termes en même temps que leur opposition »,.
Les caractéristiques de la maniera souvent conservées dans les œuvres de la contre-maniera, bien que de façon modérée, sont un traitement idéalisé et abstrait du contenu, l'absence de naturalisme, l'évitement de l'expression des émotions, et plusieurs des caractéristiques formelles notées par Friedländer, comme la disposition des figures sur le même plan à l'avant de l'espace pictural, qu'elles remplissent presque entièrement. Les éléments de la maniera qui sont supprimés comprennent l'impulsion à pousser à l'extrême, la volonté de tout sacrifier pour un effet gracieux, le jeu et l'esprit, et la disposition à laisser les détails et l'ambiance d'un tableau évincer ou submerger les figures principales supposées, qui doivent être chassées par le spectateur averti. Le style rétablit un décorum adapté aux œuvres religieuses, et supprime les distractions des figures religieuses centrales,,. Dans sa dernière phase, à partir de 1585 environ, la nécessité d'un attrait populaire semble avoir été reconnue par les artistes et les commanditaires de l'Église, conduisant à un certain relâchement de l'austérité des périodes précédentes, et parfois à la sentimentalité.
Le terme de contre-maniera ne s'applique généralement pas à la réaction bolonaise plus radicale des Carrache à partir des années 1580, bien qu'elle ait représenté un rejet plus efficace de l'artificialité maniériste. Pour Freedberg, il s'agissait d'une « attitude nouvelle et non maniériste à l'égard de l'art », ; ailleurs, il met en garde contre la confusion entre « contre-maniera » et « anti-maniera », reflétant apparemment l'« anti-maniérisme », terme utilisé par Walter Friedlaender pour désigner la « rupture palpable dans le développement stylistique de la peinture italienne » qui se serait produite vers 1590,,. L'utilisation de ce terme n'a pas été étendue au maniérisme du Nord.
Il n'est pas toujours facile de déterminer ce qui caractérise une œuvre de style contre-maniériste ; dans le seul bref passage mentionnant le terme dans Mannerism (1967) de John Shearman, il choisit la Vision de saint Thomas d'Aquin de Santi di Tito (1593) comme un exemple de ce style, mais Freedberg exclut le naturalisme classicisant de Santo du style contre-maniériste, tout en notant ses similitudes avec lui,. L'autre grand exemple de contre-maniérisme de Shearman est Federico Barocci, que Freedberg exclut également de sa définition,.

## Influences
De nombreux peintres ont cherché à faire revivre les styles de Raphaël, d'Andrea del Sarto et d'autres maîtres de la Haute Renaissance, ou se sont inspirés des maîtres vénitiens de cette époque. L'exemple de l'œuvre tardive de Michel-Ange a été important pour de nombreux artistes. Le biographe et critique florentin Raffaello Borghini, auteur de Il Riposo della Pitura e della Scultura publié en 1584, a été proposé comme théoricien, assez tard dans le cours du courant, mais son œuvre est peu connu. Les artistes du contre-modernisme restent relativement inconnus, et souvent difficiles à voir en dehors de l'Italie, car une grande partie de leurs œuvres sont religieuses et demeurent dans les églises pour lesquelles elles ont été commandées, ou dans les musées italiens. Ils ont été le plus souvent ignorés dans la chasse que se livraient les marchands de tableaux aux XVIIIe et XIXe siècles. Freedberg dit franchement : « L'ennui est une condition requise du style romain de la Contre-maniera, envahissant même l'art des quelques peintres dont l'inspiration peut être trop considérable et trop authentique pour être entièrement scellée ».
Freedberg met en garde contre le fait de traiter le style comme un simple reflet des décrets de Trente, qui furent un ajout de dernière minute et peu discuté, basé sur un projet français, à la session finale de 1563, bien après que le style ait commencé à se manifester. Il décrit les décrets comme « une codification et une sanction officielle d'un tempérament qui était devenu ostensible dans la culture romaine ».
Freedberg, comme la majorité des historiens de l'art qui s'intéressent à cette période — même aujourd'hui — avait tendance à considérer l'histoire de l'art italien du milieu et de la fin du XVIe siècle et du début du XVIIe siècle à travers le prisme unique et pro-bolonais de l'ouvrage Le vite de’ pittori, scultori et architetti moderni (« Les vies des peintres, sculpteurs et architectes modernes ») de Giovanni Pietro Bellori, ce qui signifie que Freedburg n'avait peut-être que peu de temps pour tout récit historique alternatif qui ne soutenait pas un récit artistique « pro-bolonais » de la Réforme de la contre-maniera.

## Peintres identifiés comme appartenant à la contre-maniera

### À Rome
- Daniele da Volterra
- Marcello Venusti
- Jacopino del Conte
- Girolamo Siciolante da Sermoneta
- Scipione Pulzone
- Girolamo Muziano
- Federico Zuccari
- Cristoforo Roncalli
- Cavalier d'Arpin

### À Florence
- Domenico Cresti
- Lodovico Cigoli
- Jacopo Chimenti
- Andrea Boscoli
- Gregorio Pagani
- Santi di Tito
- Bernardino Poccetti
- Francesco Curradi
- Antonio Tempesta
- Maso da San Friano